# محمد مفتاح (ممثل مغربي)
محمد مفتاح (20 أغسطس1947 -)، ممثل مغربي من مواليد الحي المحمدي بالدار البيضاء، عمل في المسرح والسينما والتلفزيون، له أدوار بارزة في الأعمال التلفزيونية المغربية كما له ظهور بارز في الأعمال العربية نظرا لتمكنه من اللغة العربية وصوته الفخم ولعل أبرزها هي المسلسلات الثلاثة حول الأندلس، صقر قريش (2002)، وربيع قرطبة (2003)، وملوك الطوائف (2005).

## النشأة
ولد محمد مفتاح في الحي المحمدي بالدار البيضاء في وسط بيئة فقيرة وفي سن مبكرة من حياته عاش مأساة مقتل أمه برصاص الاحتلال الفرنسي أمام عينيه التي كانت تحمله وسط حشد من المتظاهرين في الثورة التي عرفت بـثورة الملك والشعب التي شهدها المغرب في الخمسينات إثر نفي السلطان محمد الخامس، لبث محمد مفتاح عالقا بجانب جثة أمه وسط الدماء لمدة قبل أن يتم سحبه وأمه لبر الأمان من قبل أحد أقربائهم عاش محمد مفتاح بعدها مع والده وزوجة والده التي يقول عنها أنها كانت تعامله كابن لها

## المسار الفني

### الأعمال المسرحية الأولى
التحق محمد مفتاح بفرقة الطيب الصديقي في الستينات وشارك في المسرحيات التي قدمتها الفرقة طوال فترة الستينات ومن بينها مسرحية ديوان سيدي عبد الرحمن المجذوب التي ألفها محمد بن سعيد الصديقي وأخرجها ابنه الطيب الصديقي سنة 1966، كان طبع المسرحية هو تصوير لمجموعة الرباعيات التي ألفها الشاعر المتصوف عبد الرحمان المجذوب وهو ما أعطى للممثلين ومن بينهم محمد مفتاح الفرصة للعب أدوار متعددة خلال المسرحية حتى أنه لعب في النهاية دور عبد الرحمان المجذوب تم تقديم المسرحية في العديد من المدن المغربية ومن بينها مدينة مراكش بالضبط في ساحة جامع الفنا ،

## أعماله

### المسرحية
- 1965: مومو بوخرصة
- 1965: المغرب واحد
- 1966: ديوان سيدي عبد الرحمن المجذوب
- 1966: مدينة النحاس
- 1972: مقامات بديع الزمان الهمذاني

### السينمائية
- 1973: الشيء المستحيل
- 1976: الرسالة
- 1978: القنفوذي
- 1980: الحاكم العام لجزيرة الشاكرباكربن
- 1982: بامو
- 1989: كوماني
- 1990: طبول النار
- 1997: مكتوب
- 1998: باي باي سويرتي
- 1998: أصدقاء الأمس
- 2000: ضفائر
- 2002: طيف نزار
- 2002: وبعد
- 2002: جارات أبي موسى
- 2005: هنا ولهيه
- 2005: مغربيات من القدس
- 2007: عود الورد

### التلفزيونية
- 1988: بوعزة الحكيم
- 1995: بيت المغتني
- 1998: عيش نهار تسمع خبار
- 1998: الفصول الأربعة الموسم الأول
- 1998: هواجس بعد منتصف الليل
- 2001: ياقوت
- 2001: صلاح الدين الأيوبي في دور أسد الدين شيركوه
- 2002: صقر قريش في دور الخادم بدر
- 2002: بقعة ضوء الموسم الثاني
- 2003: ربيع قرطبة في دور إبراهيم الحداد
- 2005: ملوك الطوائف في دور أبو بكر بن عمار
- 2006: ندى الأيام
- 2006: دعاة على أبواب جهنم
- 2007: عنترة بن شداد في دور جذيمة العبسي
- 2007: الليلة الثانية بعد الألف
- 2008: صراع على الرمال
- 2008: الحصرم الشامي الموسم الثاني
- 2012: عمر في دور حمزة بن عبد المطلب
- 2012: باب الخلق
- 2016: مأمون وشركاه
- 2016: دار الضمانة

## روابط خارجية
- محمد مفتاح على موقع IMDb (الإنجليزية)
- محمد مفتاح على موقع قاعدة بيانات الأفلام العربية
- محمد مفتاح على موقع ألو سيني (الفرنسية)
- محمد مفتاح على موقع كينوبويسك (الروسية)